# Ngụy Lượng
Ngụy Lượng (tiếng Trung: 魏亮; bính âm: Wèi Liàng; sinh tháng 2 năm 1953) là Thượng tướng Quân Giải phóng Nhân dân Trung Quốc (PLA). Ông từng giữ chức Chính ủy Chiến khu Nam bộ và Chính ủy Quân khu Quảng Châu.

## Tiểu sử
Ngụy Lượng sinh tháng 2 năm 1953 tại thôn Hạ Bá, trấn Đông Bá, Cao Thuần, tỉnh Giang Tô.
Tháng 7 năm 1996, Ngụy Lượng được bổ nhiệm làm Bí thư Đảng ủy Sư đoàn, Chính ủy Sư đoàn Bộ binh 34, Tập đoàn quân 12 Lục quân, Quân khu Nam Kinh. Năm 1998, ông được bổ nhiệm giữ chức Bí thư Đảng ủy Sư đoàn, Chính ủy Sư đoàn Bộ binh 36, Tập đoàn quân 12 Lục quân.
Tháng 11 năm 2000, Ngụy Lượng được bổ nhiệm làm Ủy viên Thường vụ Đảng ủy Tập đoàn quân, Chủ nhiệm Chính trị Tập đoàn quân 12 Lục quân. Tháng 3 năm 2002, ông được thăng chức lên vị trí Ủy viên Thường vụ Đảng ủy Tập đoàn quân, Phó Chính ủy Tập đoàn quân 12 Lục quân. Tháng 7 năm 2002, Ngụy Lượng được phong quân hàm Thiếu tướng.
Tháng 6 năm 2004, Ngụy Lượng được luân chuyển làm Bí thư Đảng ủy Quân khu tỉnh, Chính ủy Quân khu tỉnh Giang Tây thuộc Quân khu Nam Kinh. Tháng 10 năm 2004, ông được bổ nhiệm giữ chức Bí thư Đảng ủy Tập đoàn quân, Chính ủy Tập đoàn quân 26 Lục quân, Quân khu Tế Nam.
Tháng 6 năm 2009, Ngụy Lượng được bổ nhiệm làm Ủy viên Thường vụ Đảng ủy Lực lượng Cảnh sát Vũ trang, Chủ nhiệm Chính trị Lực lượng Cảnh sát Vũ trang Nhân dân Trung Quốc. Đồng thời, ông được thay đổi từ quân hàm Thiếu tướng thành cảnh hàm Thiếu tướng Vũ cảnh.
Tháng 7 năm 2010, ông được bổ nhiệm làm Ủy viên Đảng ủy Tổng cục Chính trị, Trợ lý Chủ nhiệm Tổng cục Chính trị PLA. Đồng thời, ông được thăng quân hàm Trung tướng.
Tháng 10 năm 2012, Ngụy Lượng được bổ nhiệm giữ chức vụ Chính ủy Quân khu Quảng Châu, kế nhiệm Thượng tướng Trương Dương, người được bổ nhiệm làm Chủ nhiệm Tổng cục Chính trị PLA. Ngày 14 tháng 11 năm 2012, tại phiên bế mạc của Đại hội Đảng Cộng sản Trung Quốc lần thứ XVIII, ông được bầu làm Ủy viên Ban Chấp hành Trung ương Đảng Cộng sản Trung Quốc khóa XVIII. Ngày 11 tháng 7 năm 2014, Ngụy Lượng được thăng quân hàm Thượng tướng, cấp bậc cao nhất của PLA.
Tháng 2 năm 2016, Chủ tịch Quân ủy Trung ương Tập Cận Bình tuyên bố giải thể 7 quân khu gồm Bắc Kinh, Thẩm Dương, Tế Nam, Nam Kinh, Quảng Châu, Lan Châu và Thành Đô để thiết lập lại thành 5 chiến khu, là Chiến khu Đông, Chiến khu Bắc, Chiến khu Nam, Chiến khu Tây và Chiến khu Trung ương. Ngụy Lượng được bổ nhiệm giữ chức vụ Chính ủy Chiến khu Nam bộ.
Ông là Ủy viên Ban Chấp hành Trung ương Đảng Cộng sản Trung Quốc khóa XVIII.